# Болдырев, Станислав Михайлович
Станисла́в Миха́йлович Бо́лдырев (11 июля 1942, Великий Устюг, РСФСР, СССР — 16 июля 2001) — советский, казахстанский боксёр и тренер, получивший наибольшую известность в 1970-е годы, когда его ученики завоёвывали награды на самых престижных турнирах страны. Как спортсмен является обладателем двух серебряных медалей чемпионата КазССР, мастер спорта, как наставник воспитал множество известных боксёров, заслуженный тренер СССР (1978). Первый и единственный тренер заслуженного мастера спорта, чемпиона мира Валерия Рачкова.

## Биография
Родился 11 июля 1942 года в Великом Устюге, Вологодская область. Активно заниматься боксом начал довольно поздно, в возрасте восемнадцати лет, когда их семья переехала в Алма-Ату. Тренировался под руководством заслуженного тренера Казахской ССР Минигарея Хайрутдинова, представлял спортивное общество «Динамо». Заслуги Болдырева как боксёра не очень высоки, в 1963 и 1965 годах он выиграл серебряные медали на первенстве КазССР, в период 1964—1965 дважды был призёром первенства центрального совета «Динамо», получил звание мастера спорта, но на этом его выступления на ринге закончились — спортсмен решил попробовать себя на тренерской деятельности.
В 1970 году Болдырев окончил Казахский государственный институт физической культуры и приступил к активной тренерской работе в алма-атинской Республиканской школе высшего спортивного мастерства. В 1972 году его ученик Владимир Сомкин стал чемпионом СССР среди юношей, победив в финальном матче знаменитого в будущем чемпиона Виктора Рыбакова. Всесоюзная известность пришла к Болдыреву год спустя, когда на Первых молодёжных играх Советского Союза четверо его воспитанников попали в число призёров, а лучший ученик, Валерий Рачков, завоевал золотую медаль — за это достижение начинающему наставнику присвоили звание заслуженного тренера КазССР.
Болдырев оставался тренером Рачкова на протяжении всей его спортивной карьеры, привёл своего подопечного к трём титулам чемпиона национального первенства, помог ему выиграть чемпионат мира, ездил с ним на летние Олимпийские игры 1976 года в Монреаль. За подготовку Рачкова к мировому первенству 1978 года в Белграде был удостоен почётного звания «Заслуженный тренер СССР». Ещё один известный ученик Станислава Болдырева — чемпион КазССР Турсунгали Едилов, который впоследствии тоже стал довольно известным тренером, в частности, возглавлял национальную сборную Казахстана, возил её на Олимпиаду в Сидней. Также в числе его воспитанников двукратный чемпион СССР Абдрашит Абдрахманов, участвовавший в чемпионатах Европы и позже ставший актёром.
Всего за свою тренерскую карьеру Болдырев подготовил около ста хороших боксёров, в том числе десятерых мастеров спорта и одного заслуженного мастера спорта. Его дочь Елена занималась фехтованием (мастер спорта). Внук Константин — легкоатлет, побеждал на Евроазиатских играх.